# Friedrich Wilhelm zu Wied

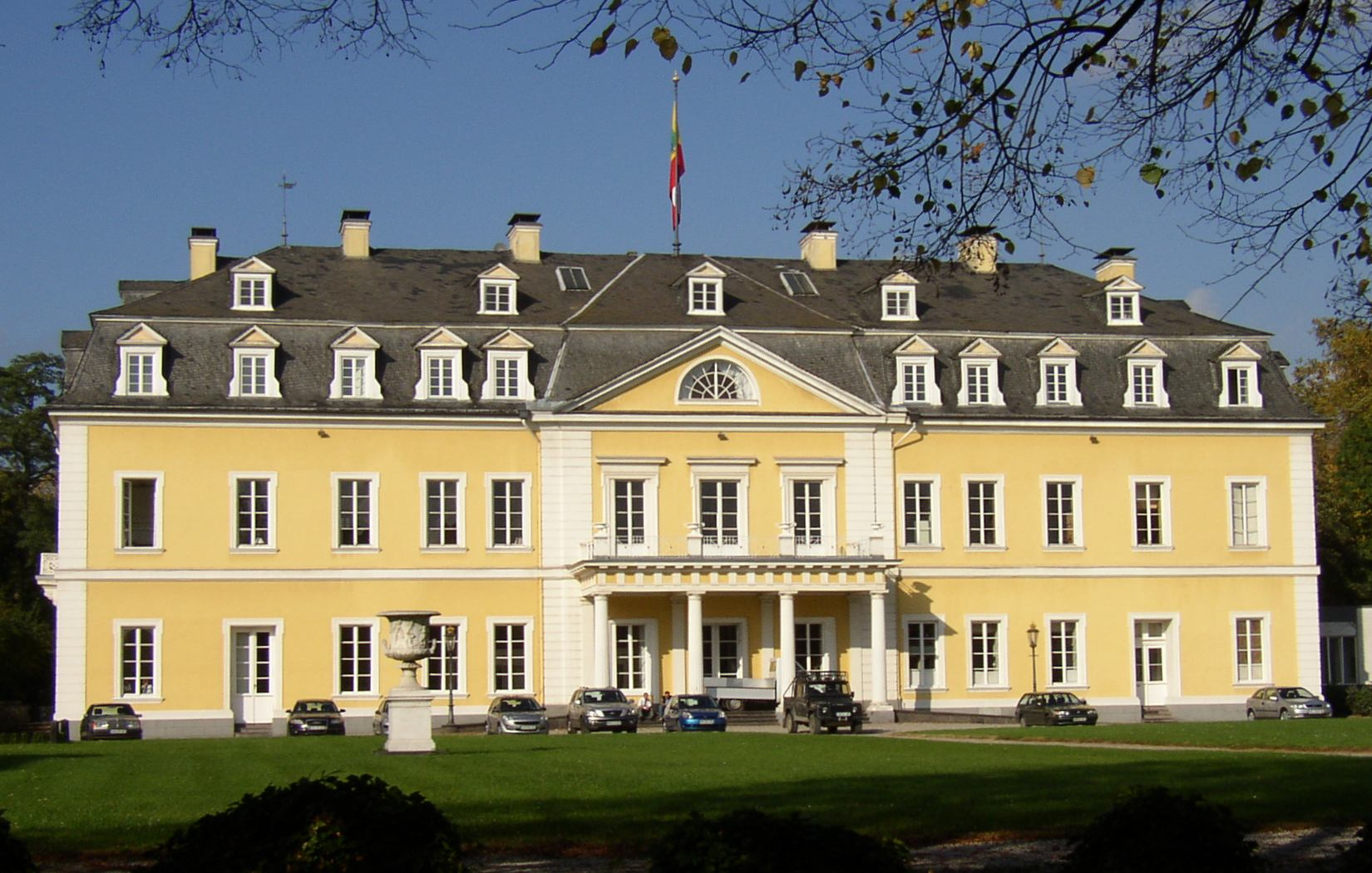
Stamslot van de Fürsten zu Wied

Friedrich Wilhelm Heinrich Konstantin Prinz zu Wied (Stuttgart, 2 juni 1931 - Salmon Arm, 28 augustus 2000) was een afstammeling van het huis zu Wied en eigenaar en bewoner van het slot Neuwied.

## Biografie
Friedrich Wilhelm zu Wied was een zoon van erfprins Hermann zu Wied (1899-1941) en diens echtgenote Marie Antonia gravin zu Stolberg-Wernigerode (1909-2003). Zijn vader overleed aan zijn verwondingen opgelopen tijdens de Tweede Wereldoorlog in Polen. Zodoende volgde Wied zijn grootvader, Friedrich, 6e vorst zu Wied (1872-1945) op als hoofd van het huis Wied en duidde zich volgens familietraditie aan als 7e Fürst zu Wied.
Wied trouwde tweemaal: in 1958 met Guda van Waldeck-Pyrmont (1939), dochter van SS-Obergruppenführer Jozias van Waldeck-Pyrmont (1896-1967), uit welk huwelijk twee kinderen werden geboren. In 1967 trouwde hij met Sophie Charlotte Prinzessin zu Stolberg-Stolberg (1943), zus van Jost-Christian zu Stolberg-Stolberg (1940), uit welk huwelijk ook twee kinderen werden geboren.
Wied bezat duizenden hectare grond, voornamelijk bosgrond rond het slot Neuwied. Daarnaast investeerde hij een deel van zijn geërfde kapitaal in enkele firma's. Voorts bezat hij in Brits-Columbia zo'n 25.000 hectare grond. Na zijn overlijden volgde zijn tweede zoon Carl hem op als hoofd van het huis zu Wied, nadat zijn oudste zoon in 2000 afstand deed van zijn eerstgeboorterechten.